# سنقر رئونیون
سنقر رئونیون (نام علمی: Circus maillardi)، همچنین به نام سنقر تالابی رئونیون نیز شناخته می‌شود، گونه‌ای از پرندگان شکاری وابسته به گروه ستقرهای تالابی است. اکنون تنها در جزیره رئونیون در اقیانوس هند یافت می‌شود، اگرچه مواد فسیلی از موریس به این گونه ارجاع داده شده است. در محلی به نام پاپانگو یا ژانر پایی شناخته می‌شود. سنقر مالاگاسی (C. macrosceles) از ماداگاسکار و جزایر قمر در گذشته به عنوان زیرگونه این پرنده در نظر گرفته می‌شد، اما به‌طور فزاینده‌ای به عنوان یک گونه جداگانه در نظر گرفته می‌شود. به نظر می‌رسد که سنقر رئونیون در حال کاهش است و به عنوان یک گونه در خطر انقراض طبقه‌بندی می‌شود.

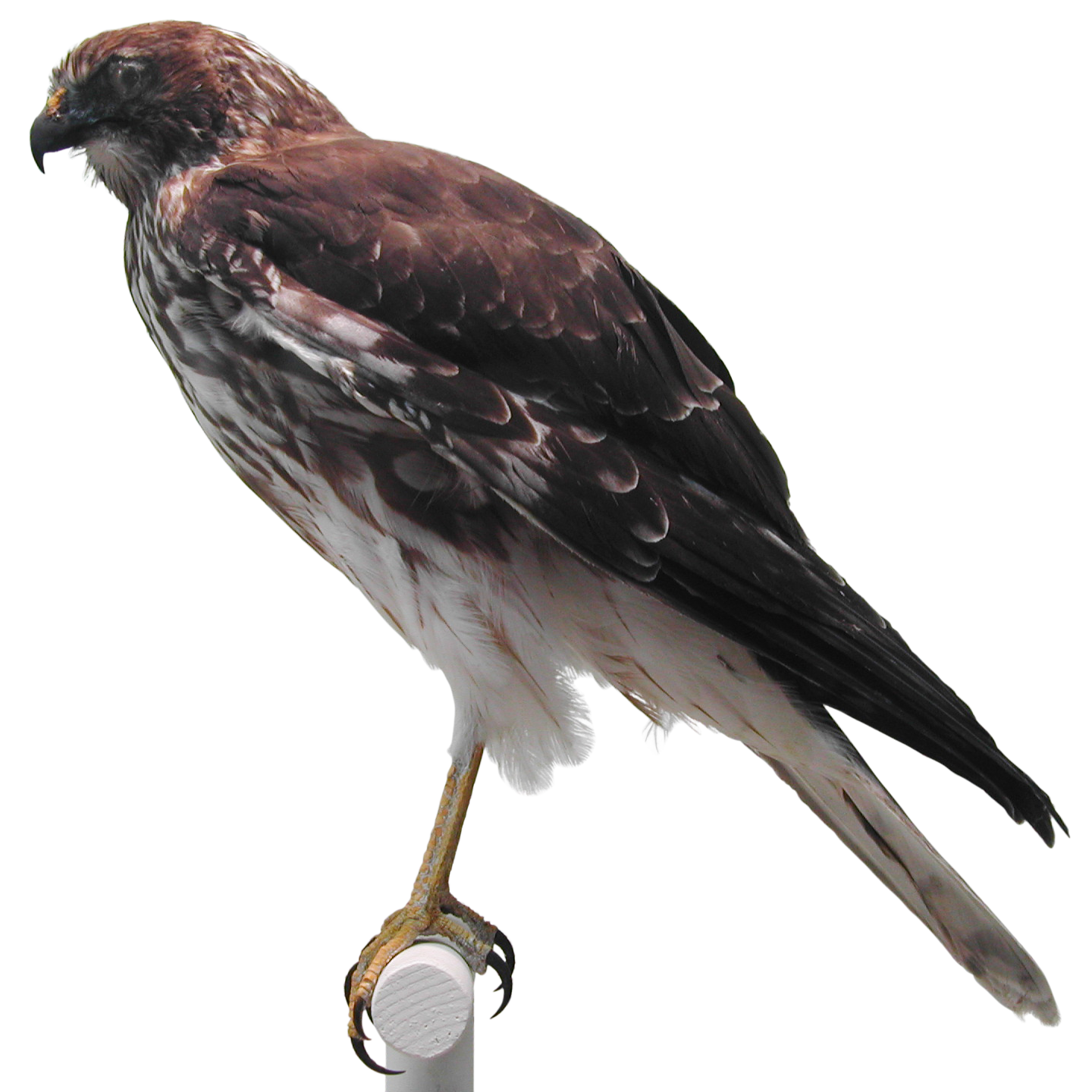
نمونه در موزه تاریخ طبیعی رئونیون